# Krones Betriebskrankenkasse
Die Krones Betriebskrankenkasse ist ein Träger der gesetzlichen Krankenversicherung in Deutschland aus der Gruppe der betriebsbezogenen Betriebskrankenkassen.
Ihren Ursprung hat die Krankenkasse in der Krones AG.

## Weblink
- Offizielle Website

Koordinaten: 48° 59′ 12,6″ N, 12° 11′ 46,9″ O